# Čilipi
Čilipi su mjesto u općini Konavle, u Dubrovačko-neretvanskoj županiji, koje leži uz jugozapadni rub Konavoskog polja, 22 km udaljeni od Dubrovnika a samo 5 km od mjesta Cavtata. Poznati su po Zračnoj luci Čilipi, poznatijoj kao Zračna luka Dubrovnik, kao i po nedjeljnim susretima i čuvenom narodnom folkloru kada se na glavnom trgu zvanom Precrkva, okuplja velik broj turista.

## Povijest
Čilipi su 1426. ušli u sastav Dubrovačke Republike, te su tada dobili status naseljenog mjesta. Tijekom Domovinskog rata u periodu između 1991. i 1992., za vrijeme srpsko-crnogorske agresije gotovo je cijelo selo bilo spaljeno, a stanovnici prognani. Selo je oslobođeno od agresora u jesen 1992., iako je rat ostavio teške posljedice i oštećenja povijesne baštine.

## Stanovništvo
U Čilipima prepma popisu stanovnika iz 2011. godine živi 933 stanovnika.
| broj stanovnika | 867   | 822   | 821   | 889   | 860   | 844   | 813   | 871   | 837   | 802   | 781   | 771   | 806   | 867   | 838   | 933   | 970   |
|                 | 1857. | 1869. | 1880. | 1890. | 1900. | 1910. | 1921. | 1931. | 1948. | 1953. | 1961. | 1971. | 1981. | 1991. | 2001. | 2011. | 2021. |